# Le Feu follet (film)
Ne doit pas être confondu avec Feu follet, film de João Pedro Rodrigues sorti en 2022
Pour les articles homonymes, voir Feu follet (homonymie).
Pour plus de détails, voir Fiche technique et Distribution.
Le Feu follet est un film franco-italien de Louis Malle, sorti en 1963, inspiré du roman homonyme de Pierre Drieu la Rochelle et de la vie de Jacques Rigaut.

## Synopsis

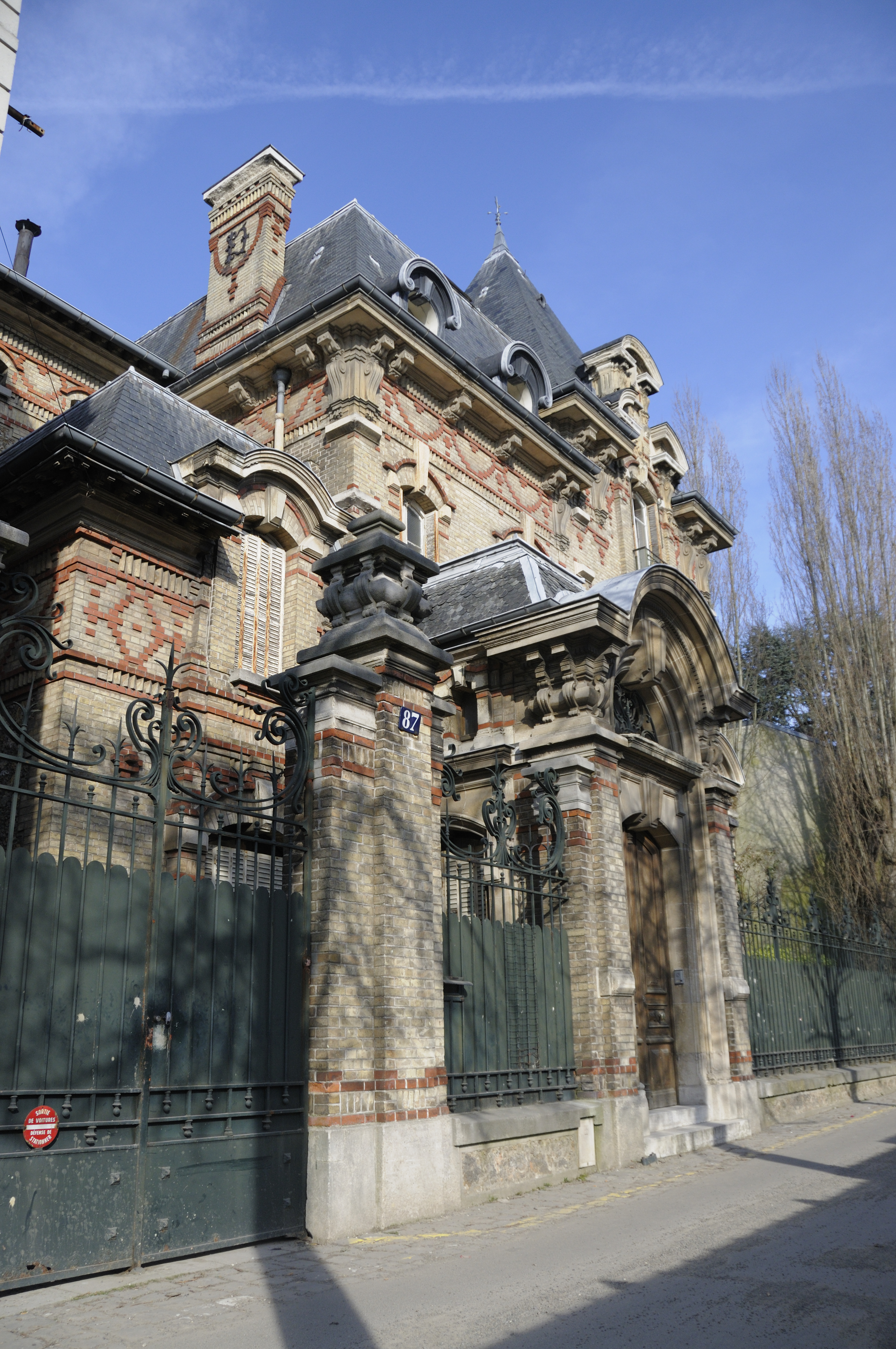
Clinique Barbinet, boulevard de la Reine.

Alain Leroy a quitté New York pour subir une cure de désintoxication alcoolique dans une clinique de Versailles. Sa femme, Dorothy, est restée aux États-Unis. Son traitement vient de s'achever. Il est guéri mais éprouve un profond dégoût face à la vie qui ne lui procure plus aucun des plaisirs d'antan.
Il rencontre Lydia, une très jolie femme, amie de sa femme Dorothy, qui souhaite le sauver. Mais Alain ne peut l'écouter et, après un ultime rendez-vous amoureux, la quitte. Il va vivre ses dernières quarante-huit heures avant de se suicider. Il va à la banque toucher un chèque remis par Lydia, puis décide de retourner à Paris pour revoir une dernière fois ses anciens compagnons de débauche. Chacune de ces rencontres est pour lui une nouvelle déception qui le renforce un peu plus dans sa volonté de mourir.

## Fiche technique
- Titre original : Le Feu follet
- Réalisation : Louis Malle
- Assistants : Volker Schlöndorff, Philippe Collin
- Scénario : Louis Malle[1], d'après le roman homonyme de Pierre Drieu la Rochelle
- Décors : Bernard Evein
- Photographie : Ghislain Cloquet
- Son : Guy Villette
- Montage : Suzanne Baron
- Costumes : Gitt Magrini
- Musique : Erik Satie (la première des Gymnopédies et les trois premières Gnossiennes, interprétées par Claude Helffer)
- Production : Alain Quefféléan
- Sociétés de production :  Nouvelles Éditions de Films,  Arco Film
- Société de distribution : Lux Compagnie Cinématographique de France
- Pays d'origine :  France,  Italie
- Langue originale : français
- Format : noir et blanc — 35 mm — 1,66:1 — son mono
- Genre : drame
- Durée : 108 minutes
- Date de sortie : 
  - France : 16 octobre 1963

## Distribution
- Maurice Ronet : Alain Leroy
- Léna Skerla : Lydia
- Yvonne Clech : Mademoiselle Farnoux
- Hubert Deschamps : D'Averseau
- Jean-Paul Moulinot : Dr La Barbinais
- Mona Dol : Madame La Barbinais
- Pierre Moncorbier : Moraine
- René Dupuy : Charlie, barman quai Voltaire
- Bernard Tiphaine : Milou
- Bernard Noël : Dubourg
- Ursula Kubler : Fanny
- Jeanne Moreau : Éva
- Alain Mottet : Urcel
- François Gragnon : Jérome Minville
- Romain Bouteille : François Minville
- Jacques Sereys : Cyrille Lavaud
- Alexandra Stewart : Solange
- Claude Deschamps : Maria
- Tony Taffin : Brancion
- Henri Serre : Frédéric
- Darling Légitimus : Chantal, travaillant chez Dubourg
- Hervé Sand : Livreur des Galeries Lafayette
- Jacques David : le barman du bar-tabac de Versailles
- Micha Bayard : une employée de l'hôtel du quai Voltaire
- Michéle Mahaut : Michèle

## Lieux de tournage
- Versailles
- Paris
  - 4e arrondissement : square Louis-XIII
  - 6e arrondissement : jardin du Luxembourg et Café de Flore[2]
  - 7e arrondissement : Hôtel du Quai Voltaire
  - 8e arrondissement : Avenue des Champs-Élysées

## Accueil critique
« De cette incitation à l’autodestruction, étayée par des arguments non négligeables, Louis Malle a fait en 1963 une adaptation lumineuse. Sans doute l’un des plus beaux films français de ces quarante dernières années. Le regretté Maurice Ronet y tient son meilleur rôle. »

— Édouard Launet, Libération, 30 juin 2001

« Naguère objet de culte secret, maintenant répandu, c'est « le » film de Louis Malle, largement au-dessus des autres. À quoi est-ce dû ? Aux résonances crépusculaires d’Erik Satie ? À ce livre de Drieu la Rochelle, écrivain coupable rongé par une morale contradictoire ? À Maurice Ronet, acteur spectral, si indissociable de son rôle qu'on a pu croire qu'il ait connu la même fin ? Ou bien à ce cinéaste ambivalent (Nouvelle Vague tendance « qualité française ») ? À ce tout, cette alchimie inespérée. »

— Jacques Morice, Télérama, 5 mars 2011